# Campionato mondiale maschile di hockey su pista San Juan 1989
Il Campionato del Mondo 1989 è stata la 29ª edizione del campionato del mondo di hockey su pista, massima competizione internazionale di hockey su pista organizzata dalla FIRS. Si è tenuta dal 7 al 15 ottobre 1989 in Argentina nella città di  San Juan presso l'impianto Estadio Aldo Cantoni. Per la prima volta nella storia della manifestazione fu prevista la disputa della finale per l'assegnazione del titolo.
Il torneo è stato vinto dalla Spagna, che ha sconfitto in finale il Portogallo con il punteggio di 2-1, ottenendo il decimo titolo iridato; titolo che mancava dal torneo dal campionato del 1980.
A retrocedere nel torneo di secondo livello del 1990 furono l'Australia, la Svizzera e la Colombia.

## Riassunto del torneo

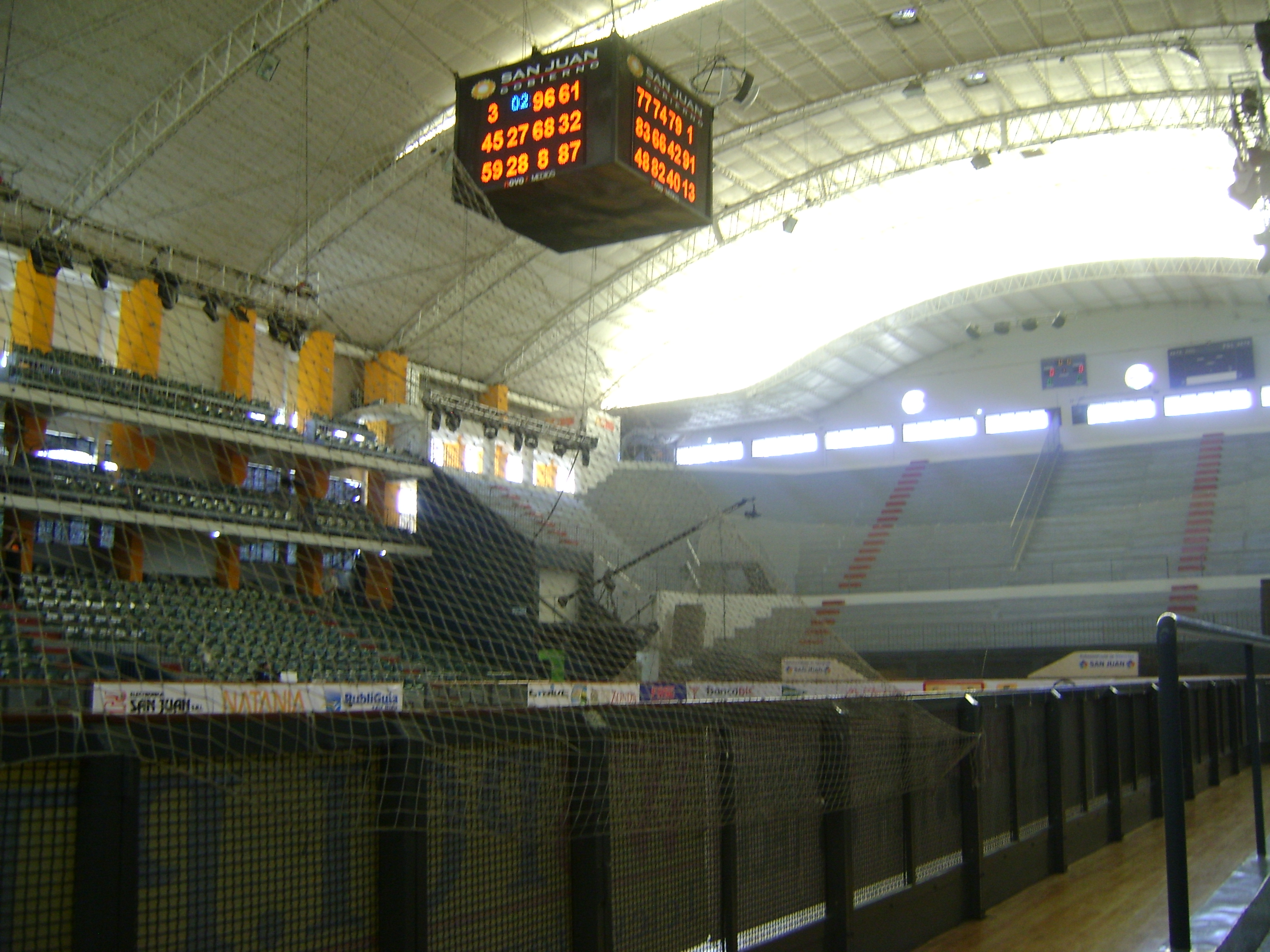
L'Estadio Aldo Cantoni teatro della manifestazione.

### Prima fase
Nella prima fase le squadre partecipanti furono divise in due gironi da sei nazionali ciascuno disputati tramite la formula del girone all'italiana con gare di sola andata per un totale di cinque incontri per ciascuna nazionale.
Nel girone A erano inserite l'Italia campione in carica, il Portogallo, gli Stati Uniti, il Cile, l'Angola e la Colombia. Nella prima giornata l'Italia ebbe la meglio sul Portogallo per 2 a 0 mentre Cile e Stati Uniti si imposero nelle rispettiva partite. Il secondo turno vide l'inaspettata vittorie degli statunitensi sugli azzurri per 4 a 3 mentre il Portogallo vinse agevolmente per 10 a 2 sulla Colombia; il turno venne completato dal pareggio tra Cile e Angola. Il terzo turno vide l'Italia riprendere la marcia vincendo sull'Angola per 6 a 0 e il Portogallo e gli Stati Uniti ancora vittoriosi e a punteggio pieno dopo tre turni. Nella quarta giornata il Portogallo liquidò per 9 a 3 gli statunitensi ancora imbattuti mentre l'Italia vinse a fatica contro il Cile per 2 a 1. Nell'ultimo turno l'Italia travolse la Colombia e il Portogallo vinse contro l'Angola; le due nazionali insieme agli Stati Uniti e al Cile centrarono la qualificazione ai quarti di finale mentre l'Angola e la Colombia furono relegate al torneo per non retrocedere nel campionato del mondo B.
Nel girone B erano inserite l'Argentina padrona di casa, la Spagna, la Germania Ovest, i Paesi Bassi, la Svizzera e l'Australia. Subito al primo turno ci fu lo scontro tra gli argentini e gli spagnoli vinto dai primi per 3 a 2 mentre la Svizzera e i Paesi Bassi sconfissero rispettivamente l'Australia e la Germania Ovest. Nel turno successivo gli spagnoli e gli argentini colsero delle facili vittorie insieme ai tedeschi che sconfissero gli australiani. Anche nel terzo turno vennero rispettati i pronostici con per quanto riguarda l'Argentina e la Spagna (8 a 3 sull'Australia e 9 a 1 sulla Germania) mentre la Svizzera colse il secondo successo ai danni dei Paesi Bassi. Il quarto turno vide la pesante vittoria per 19 a 0 della Spagna contro l'Australia con Argentina e Germania ancora vittoriose. L'ultima giornata si concluse con la quinta vittoria su cinque gare per l'albiceleste, una nuova goleada per la Spagna contro la Svizzera e la preziosa vittoria dei Paesi Bassi contro l'Australia. L'Argentina, prima a punteggio pieno, la Spagna, la Germania Ovest e appunto i Paesi Bassi si qualificarono ai quarti di finale mentre Svizzera e Australia furono relegate al torneo per non retrocedere nel campionato del mondo B.

### Fase finale
Nei quarti di finale l'Italia, prima nel girone A, incontrò i Paesi Bassi centrando una facile vittoria per 7 a 1; la selezione spagnola ebbe la meglio sugli Stati Uniti per 6 a 1 e il Portogallo eliminò la Germania Ovest vincendo il proprio incontro per 10 a 3. L'unica sorpresa fu l'eliminazione dell'Argentina ad opera del Cile che si impose con il punteggio 3 a 2 e raggiungendo una insperata semifinale. Le semifinali erano tra Italia e Spagna e tra il Portogallo e il Cile. I lusitani sconfissero con il punteggio di 4 a 1 i sudamericani; molto combattuta fu la gara tra gli azzurri e gli iberici con quest'ultimi vittoriosi per 2 reti a 1. La prima finale del campionato del mondo (fino all'edizione precedente il torneo si svolgeva tramite la formula del girone all'italiana la cui prima classificata veniva proclamata campione) quindi si svolse tra la Spagna e il Portogallo che erano le due nazionali più titolate nella competizione. La gara venne vinta ai tempi supplementari, dopo che i tempi regolamentari si erano chiusi sullo 0 a 0, dalla nazionale spagnola per 2 a 1. L'Italia chiuse al terzo posto travolgendo il Cile per 11 a 2 mentre l'Argentina chiuse al quinto posto. Nel girone per non retrocedere fu l'Angola ad imporsi mentre come detto l'Australia, la Svizzera e la Colombia retrocedettero nel torneo B del 1990.

## Squadre partecipanti
| Squadra        | Qualificazione                   | Partecipazioni precedenti al torneo |
| -------------- | -------------------------------- | --- |
| Angola         | 7ª al campionato mondiale 1988   | 3 (1982, 1986, 1988) |
| Argentina      | 4ª al campionato mondiale 1988   | 15 (1960, 1962, 1964, 1966, 1968, 1970, 1972, 1974, 1976, 1978, 1980, 1982, 1984, 1986, 1988)                                                                               |
| Australia      | 4ª al campionato mondiale B 1988 | 6 (1972, 1974, 1976, 1978, 1980, 1982) |
| Colombia       | 1ª al campionato mondiale B 1988 | 2 (1980, 1982) |
| Cile           | 3ª al campionato mondiale B 1988 | 11 (1954, 1955, 1962, 1966, 1970, 1972, 1978, 1980, 1982, 1984, 1986) |
| Germania Ovest | 8ª al campionato mondiale 1988   | 21 (1936, 1939, 1950, 1951, 1953, 1954, 1955, 1956, 1958, 1960, 1962, 1964, 1968, 1970, 1972, 1974, 1976, 1978, 1982, 1984, 1988)                                           |
| Italia         | 1ª al campionato mondiale 1988   | 28 (1936, 1939, 1947, 1948, 1949, 1950, 1951, 1952, 1953, 1954, 1955, 1956, 1958, 1960, 1962, 1964, 1966, 1968, 1970, 1972, 1974, 1976, 1978, 1980, 1982, 1984, 1986, 1988) |
| Paesi Bassi    | 6ª al campionato mondiale 1988   | 23 (1948, 1949, 1950, 1951, 1952, 1953, 1954, 1955, 1956, 1958, 1960, 1962, 1964, 1966, 1968, 1970, 1972, 1974, 1976, 1980, 1982, 1984, 1986)                               |
| Portogallo     | 3ª al campionato mondiale 1988   | 28 (1936, 1939, 1947, 1948, 1949, 1950, 1951, 1952, 1953, 1954, 1955, 1956, 1958, 1960, 1962, 1964, 1966, 1968, 1970, 1972, 1974, 1976, 1978, 1980, 1982, 1984, 1986, 1988) |
| Spagna         | 2ª al campionato mondiale 1988   | 26 (1947, 1948, 1949, 1950, 1951, 1952, 1953, 1954, 1955, 1956, 1958, 1960, 1962, 1964, 1966, 1968, 1970, 1972, 1974, 1976, 1978, 1980, 1982, 1984, 1986, 1988)             |
| Stati Uniti    | 5ª al campionato mondiale 1988   | 12 (1966, 1968, 1970, 1972, 1974, 1976, 1978, 1980, 1982, 1984, 1986, 1988)                                                                                                 |
| Svizzera       | 2ª al campionato mondiale B 1988 | 21 (1936, 1939, 1947, 1948, 1949, 1950, 1951, 1952, 1953, 1954, 1955, 1956, 1958, 1962, 1964, 1966, 1968, 1974, 1980, 1982, 1984)                                           |

## Svolgimento del torneo

### Prima fase

#### Girone A
| Pos | Squadra     | Pt | G | V | N | P | GF | GS | DG  |
| --- | ----------- | -- | - | - | - | - | -- | -- | --- |
| 1.  | Italia      | 8  | 5 | 4 | 0 | 1 | 25 | 6  | +19 |
| 2.  | Portogallo  | 8  | 5 | 4 | 0 | 1 | 27 | 9  | +18 |
| 3.  | Stati Uniti | 7  | 5 | 3 | 1 | 1 | 17 | 17 | 0   |
| 4.  | Cile        | 4  | 5 | 1 | 2 | 2 | 14 | 14 | 0   |
| 5.  | Angola      | 3  | 5 | 1 | 1 | 3 | 9  | 20 | -11 |
| 6.  | Colombia    | 0  | 5 | 0 | 0 | 5 | 8  | 34 | -26 |

| Data       | Ora | Gara       | Gara | Gara        |
| ---------- | --- | ---------- | ---- | ----------- |
| 7 ottobre  |     | Angola     | 1-3  | Stati Uniti |
| 7 ottobre  |     | Cile       | 5-2  | Colombia    |
| 7 ottobre  |     | Italia     | 2-0  | Portogallo  |
| 8 ottobre  |     | Angola     | 4-4  | Cile        |
| 8 ottobre  |     | Colombia   | 2-10 | Portogallo  |
| 8 ottobre  |     | Italia     | 3-4  | Stati Uniti |
| 9 ottobre  |     | Angola     | 0-6  | Italia      |
| 9 ottobre  |     | Cile       | 1-3  | Portogallo  |
| 9 ottobre  |     | Colombia   | 1-4  | Stati Uniti |
| 10 ottobre |     | Angola     | 3-2  | Colombia    |
| 10 ottobre |     | Cile       | 1-2  | Italia      |
| 10 ottobre |     | Portogallo | 9-3  | Stati Uniti |
| 11 ottobre |     | Angola     | 1-5  | Portogallo  |
| 11 ottobre |     | Cile       | 3-3  | Stati Uniti |
| 11 ottobre |     | Colombia   | 1-12 | Italia      |

#### Girone B
| Pos | Squadra        | Pt | G | V | N | P | GF | GS | DG  |
| --- | -------------- | -- | - | - | - | - | -- | -- | --- |
| 1.  | Argentina      | 10 | 5 | 5 | 0 | 0 | 34 | 9  | +25 |
| 2.  | Spagna         | 8  | 5 | 4 | 0 | 1 | 52 | 7  | +45 |
| 3.  | Germania Ovest | 4  | 5 | 2 | 0 | 3 | 16 | 24 | -8  |
| 4.  | Paesi Bassi    | 4  | 5 | 2 | 0 | 3 | 21 | 29 | -8  |
| 5.  | Svizzera       | 4  | 5 | 2 | 0 | 3 | 14 | 35 | -21 |
| 6.  | Australia      | 0  | 5 | 0 | 0 | 5 | 12 | 45 | -33 |

| Data       | Ora | Gara           | Gara | Gara           |
| ---------- | --- | -------------- | ---- | -------------- |
| 7 ottobre  |     | Argentina      | 3-2  | Spagna         |
| 7 ottobre  |     | Australia      | 3-6  | Svizzera       |
| 7 ottobre  |     | Germania Ovest | 4-5  | Paesi Bassi    |
| 8 ottobre  |     | Argentina      | 8-0  | Svizzera       |
| 8 ottobre  |     | Australia      | 1-5  | Germania Ovest |
| 8 ottobre  |     | Paesi Bassi    | 2-8  | Spagna         |
| 9 ottobre  |     | Argentina      | 8-3  | Australia      |
| 9 ottobre  |     | Germania Ovest | 1-9  | Spagna         |
| 9 ottobre  |     | Paesi Bassi    | 4-5  | Svizzera       |
| 10 ottobre |     | Argentina      | 7-3  | Paesi Bassi    |
| 10 ottobre |     | Australia      | 0-19 | Spagna         |
| 10 ottobre |     | Germania Ovest | 5-2  | Svizzera       |
| 11 ottobre |     | Argentina      | 7-1  | Germania Ovest |
| 11 ottobre |     | Australia      | 5-7  | Paesi Bassi    |
| 11 ottobre |     | Spagna         | 14-1 | Svizzera       |

### Fase finale

#### Tabellone principale
|  | Quarti di finale | Quarti di finale | Quarti di finale |            |            | Semifinali | Semifinali | Semifinali |            |            | Finale     | Finale          | Finale          |                 |            |
|  |                  |                  |                  |            |            |            |            |            |            |            |            |                 |                 |                 |            |
|  | 13 ottobre       |                  |                  |            |            |            |            |            |            |            |            |                 |                 |                 |            |
|  | A1               | Italia           | 7                |            |            |            |            |            |            |            |            |                 |                 |                 |            |
|  | B4               | Paesi Bassi      | 1                |            |            | 14 ottobre | 14 ottobre | 14 ottobre | 14 ottobre | 14 ottobre |            |                 |                 |                 |            |
|  |                  |                  |                  |            | A1         | Italia     | 1          |            |            |            |            |                 |                 |                 |            |
|  | 13 ottobre       | 13 ottobre       | 13 ottobre       | 13 ottobre |            | B2         | Spagna     | 2          |            |            |            |                 |                 |                 |            |
|  | B2               | Spagna           | 6                |            |            |            |            |            |            |            |            |                 |                 |                 |            |
|  | A3               | Stati Uniti      | 1                |            |            |            |            |            |            |            | 15 ottobre | 15 ottobre      | 15 ottobre      | 15 ottobre      | 15 ottobre |
|  |                  |                  |                  |            |            |            |            |            |            |            | B2         | Spagna          | 2               |                 |            |
|  | 13 ottobre       | 13 ottobre       | 13 ottobre       | 13 ottobre | 13 ottobre |            |            |            |            |            | A2         | Portogallo      | 1               |                 |            |
|  | B1               | Argentina        | 2                |            |            |            |            |            |            |            |            |                 |                 |                 |            |
|  | A4               | Cile             | 3                |            |            | 14 ottobre | 14 ottobre | 14 ottobre | 14 ottobre | 14 ottobre |            | Finale 3º posto | Finale 3º posto | Finale 3º posto |            |
|  |                  |                  |                  |            | A4         | Cile       | 1          |            | 15 ottobre | 15 ottobre | 15 ottobre | 15 ottobre      | 15 ottobre      |                 |            |
|  | 13 ottobre       | 13 ottobre       | 13 ottobre       | 13 ottobre |            | A2         | Portogallo | 4          |            |            | A1         | Italia          | 11              |                 |            |
|  | A2               | Portogallo       | 10               |            |            |            |            |            |            | A4         | Cile       | 2               |                 |                 |            |
|  | B3               | Germania Ovest   | 3                |            |            |            |            |            |            |            |            |                 |                 |                 |            |

##### Finale
| San Juan 15 ottobre 1989 | Spagna     | 2 – 1 (d.t.s.)     | Portogallo | Estadio Aldo Cantoni |
| \| \| \| \| \| A. Avecilla 51'00" A. Rovira 55'00" \| Marcatori \| 57'50" C. Realista \| \| Carles Trullols \| Allenatori \| \| |            |                    |            |                      |
| |            |                    |            |                      |
| A. Avecilla 51'00" A. Rovira 55'00"                                                                                             | Marcatori  | 57'50" C. Realista |            |                      |
| Carles Trullols | Allenatori |                    |            |                      |

#### Tabellone 5º/8º posto
|  | Semifinali - 14 ottobre | Semifinali - 14 ottobre | Semifinali - 14 ottobre |           |    | Finale 5º posto - 15 ottobre | Finale 5º posto - 15 ottobre | Finale 5º posto - 15 ottobre |  |
|  |                         |                         |                         |           |    |                              |                              |                              |  |
|  | B4                      | Paesi Bassi             | 6                       |           |    |                              |                              |                              |  |
|  | B4                      | Paesi Bassi             | 6                       |           |    |                              |                              |                              |  |
|  | A3                      | Stati Uniti             | 4                       |           |    |                              |                              |                              |  |
|  | A3                      | Stati Uniti             | 4                       |           | B4 | Paesi Bassi                  | 2                            |                              |  |
|  |                         |                         |                         |           | B4 | Paesi Bassi                  | 2                            |                              |  |
|  |                         |                         | B1                      | Argentina | 13 |                              |                              |                              |  |
|  | B1                      | Argentina               | B1                      | Argentina | 13 | 12                           |                              |                              |  |
|  | B1                      | Argentina               |                         |           |    | 12                           |                              |                              |  |
|  | B3                      | Germania Ovest          | 3                       |           |    | Finale 7º posto - 15 ottobre | Finale 7º posto - 15 ottobre | Finale 7º posto - 15 ottobre |  |
|  | B3                      | Germania Ovest          | 3                       |           |    |                              |                              |                              |  |
|  |                         |                         |                         |           |    |                              |                              |                              |  |
|  |                         |                         |                         |           |    | A3                           | Stati Uniti                  | 2                            |  |
|  |                         |                         |                         |           |    | A3                           | Stati Uniti                  | 2                            |  |
|  |                         |                         |                         |           |    | B3                           | Germania Ovest               | 5                            |  |

#### Girone 9º/12º posto
| Pos | Squadra   | Pt | G | V | N | P | GF | GS | DG |
| --- | --------- | -- | - | - | - | - | -- | -- | -- |
| 1.  | Angola    | 5  | 3 | 2 | 1 | 0 | 12 | 8  | +4 |
| 2.  | Australia | 3  | 3 | 1 | 1 | 1 | 10 | 12 | -2 |
| 3.  | Svizzera  | 3  | 3 | 1 | 1 | 1 | 8  | 8  | 0  |
| 4.  | Colombia  | 1  | 3 | 0 | 1 | 2 | 10 | 12 | -2 |

| Data       | Ora | Gara      | Gara | Gara      |
| ---------- | --- | --------- | ---- | --------- |
| 13 ottobre |     | Angola    | 6-3  | Australia |
| 13 ottobre |     | Colombia  | 3-4  | Svizzera  |
| 14 ottobre |     | Angola    | 4-3  | Colombia  |
| 14 ottobre |     | Australia | 3-2  | Svizzera  |
| 15 ottobre |     | Angola    | 2-2  | Svizzera  |
| 15 ottobre |     | Australia | 4-4  | Colombia  |

## Classifica finale
| Pos | Squadra        |
| --- | -------------- |
| 1.  | Spagna         |
| 2.  | Portogallo     |
| 3.  | Italia         |
| 4.  | Cile           |
| 5.  | Argentina      |
| 6.  | Paesi Bassi    |
| 7.  | Germania Ovest |
| 8.  | Stati Uniti    |
| 9.  | Angola         |
| 10. | Australia      |
| 11. | Svizzera       |
| 12. | Colombia       |